# 凯讷 (约讷省)
凯讷（法語：Quenne，法語發音：[kɛn]）是法国勃艮第-弗朗什-孔泰大区约讷省的一个市镇，位于该省中部，属于欧塞尔区。

## 地理
凯讷（47°46'37"N, 3°38'59"E）面积8.72 平方千米，位于法国勃艮第-弗朗什-孔泰大區约讷省，该省份为法国中北部内陆省份，西接卢瓦雷省，西北接塞纳-马恩省，南至涅夫勒省，东临科多尔省，东北与奥布省接壤。
与凯讷接壤的市镇（或旧市镇、城区）包括：沃努瓦、欧日、欧塞尔、希特里、圣布里勒维讷。

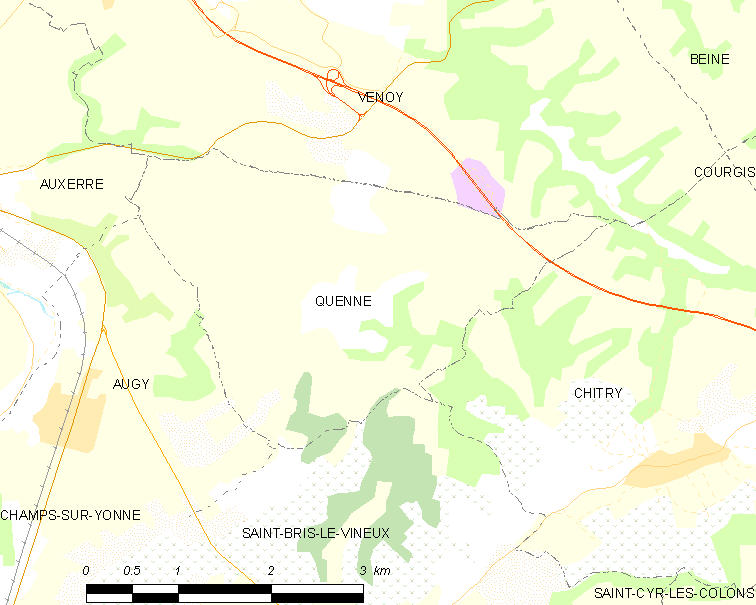
的OSM定位图

凯讷的时区为UTC+01:00、UTC+02:00（夏令时）。

## 行政
凯讷的邮政编码为89290，INSEE市镇编码为89319。

## 政治
凯讷所属的省级选区为欧塞尔第三县。

## 人口

1962-2008年间人口变化图示

凯讷于2022年1月1日时的人口数量为489人。